# Markgröningen
Markgröningen település Németországban, azon belül Baden-Württembergben. Lakosainak száma 15 099 fő (2023. december 31.). Markgröningen Sachsenheim, Bietigheim-Bissingen, Asperg, Tamm, Möglingen, Schwieberdingen, Oberriexingen és Vaihingen an der Enz községekkel határos.

## Népesség
A település népessége az elmúlt években az alábbi módon változott:
| Lakosok száma | 8387 | 10 826 | 12 492 | 12 467 | 12 412 | 13 852 | 14 400 | 14 594 | 14 352 | 15 099 |
|               | 1961 | 1968   | 1974   | 1981   | 1987   | 1994   | 2000   | 2007   | 2013   | 2023   |